# Trachyzelotes huberti
Trachyzelotes huberti är en spindelart som beskrevs av Norman I. Platnick och Murphy 1984. Trachyzelotes huberti ingår i släktet Trachyzelotes och familjen plattbuksspindlar. Inga underarter finns listade i Catalogue of Life.